# Al-Jawf (provins i Saudiarabien)
al-Jawf (arabiska: الجوف) är en provins i norra Saudiarabien, gränsande till Jordanien.